# Шостка Арт-центр
Шостка Арт-центр (м. Шостка, Сумська область) — художня галерея, регіональний осередок сучасного мистецтва.
Арт-центр відкрито у 2016 році. Він розмістився у двоповерховому Будинку молоді, збудованому 1982 року, має сучасний вигляд і понад тисячу квадратних метрів виставкових площ.
Адреса закладу: Сумська область, м. Шостка, вул. Миру, 14.
Арт-центр занесено до переліку музеїв та заповідників, в яких зберігаються музейні предмети, що є державною власністю і належать до державної частини Музейного фонду України.

## Діяльність
Провідна мета діяльності закладу — залучення жителів Шостки у процес створення міського простору, мотивація молоді до творчості.
Першим мистецьким заходом Центру стала персональна виставка відомого майстра живопису, народного художника України Віктора Івановича Ковтуна. Усі роботи, які експонувались на виставці, автор передав до фондів Арт-центру, тобто подарував місту.
У складі галереї функціонують зона ІТ-технологій, майстерня скульптури, студія живопису та малюнка, мультісервісний майданчик, медіа- та арт-лабораторії.
Регулярно відбуваються художні виставки, проводяться фотоконкурси, пленери, майстер-класи, виставки декоративно-ужиткового мистецтва, кінопокази, воркшопи тощо.